# Карклиньш, Екабс
Е́кабс Ка́рклиньш (латыш. Jēkabs Kārkliņš, в советских документах Яков Яковлевич Карклинь; 25 марта 1867 — 11 ноября 1960, Рига) — российский и латвийский певец (тенор) и музыкальный педагог. Заслуженный деятель искусств Латвийской ССР (1945).

## Биография
Окончил учительскую семинарию в Риге (1886) и Санкт-Петербургскую консерваторию (1897) по классу вокала С. И. Габеля, изучал также композицию под руководством Н. А. Римского-Корсакова. Был первым исполнителем партии Индийского гостя в опере Римского-Корсакова «Садко» (1897, Московская частная русская опера), пел партию Князя Василия Голицына на московской премьере оперы Модеста Мусоргского «Хованщина» (1897, там же), участвовал также в премьерном концертном исполнении выполненной Римским-Корсаковым редакции оперы Мусоргского «Борис Годунов» (1896, Большой зал Санкт-Петербургской консерватории). В 1896 г. организовал также мужской вокальный квартет.
В 1899—1902 гг. преподавал вокал и теорию музыки в классах Императорского Русского музыкального общества в Томске. В 1902 г. с учреждением таких же классов в Самаре (ныне Самарское музыкальное училище) был назначен его директором и занимал эту должность до 1919 г., преподавал теорию и вокал, руководил камерным оркестром преподавателей, публиковался в городских газетах как музыкальный критик. Награждён орденом Станислава III степени (1907) и Анны III степени (1911).
В 1920 г. вернулся в Латвию и до 1954 г. преподавал теорию музыки в Латвийской консерватории, с 1927 г. профессор. Опубликовал учебники теории и гармонии. Кавалер ордена Трудового Красного Знамени (1947).

## Семья
В 1907 г. в Самаре женился на преподавательнице фортепиано Надежде Тихоновой, известной в дальнейшем как Надежда Карклиня. Супруги развелись в 1931 году.
Дочь Марина Карклиня (в дальнейшем Карклиня-Олава, латыш. Kārkliņa-Olava) родилась в Самаре в 1908 году, получила музыкальное образование как пианистка и вокалистка — сперва у своих родителей, потом в Латвийской консерватории (в том числе у Пауля Шуберта), затем в Париже у Сергея Тарновского и Изидора Филиппа (фортепиано), Анны Ян-Рубан и Любови Абрамовой (вокал). Успешно гастролировала в разных странах, исполняя латышские песни. Вышла замуж за политика Вилиса Олавса-младшего. После Второй мировой войны жила в Латинской Америке и США.